# Litsea catubigensis
Litsea catubigensis är en lagerväxtart som beskrevs av André Joseph Guillaume Henri Kostermans. Litsea catubigensis ingår i släktet Litsea och familjen lagerväxter. Inga underarter finns listade i Catalogue of Life.